# 特德·希伯德
特德·希伯德（英語：Ted Hibberd，1926年4月22日—2017年5月10日），加拿大男子冰球运动员，场上位置是前锋。他曾代表加拿大参加1948年冬季奥林匹克运动会冰球比赛，获得一枚金牌。